# Могочино
Мого́чино (рос. Могочино) — село у складі Молчановського району Томської області, Росія. Адміністративний центр Могочинського сільського поселення.
У період 1933-1992 років село мало статус селища міського типу і називалось Могочин.

## Населення
Населення — 2564 особи (2010; 3182 у 2002).
Національний склад (станом на 2002 рік):
- росіяни — 95 %